# Daniela Giordano
Daniela Giordano (ur. 7 listopada 1946 w Palermo, zm. 18 grudnia 2022 tamże) – włoska aktorka, Miss Włoch z 1966 roku.

## Wybrana filmografia
- 1969 - Pięciu uzbrojonych mężczyzn jako Maria
- 1991 - Ucieczka z raju jako Gius
- 2006: Karol. Papież, który pozostał człowiekiem jako siostra Tobiana Sobótko